# Josep Bou
Josep Bou Vila (Vic, 2 de febrero de 1955) es un empresario español, concejal del Ayuntamiento de Barcelona desde 2019.

## Biografía
Nacido en Vic en 1955, es dueño de la empresa panadera Jaime Bou S.A., fundada por su padre, y la promotora de obra Bahia Franc S.L. Formó parte de la Legión Española durante la marcha verde.

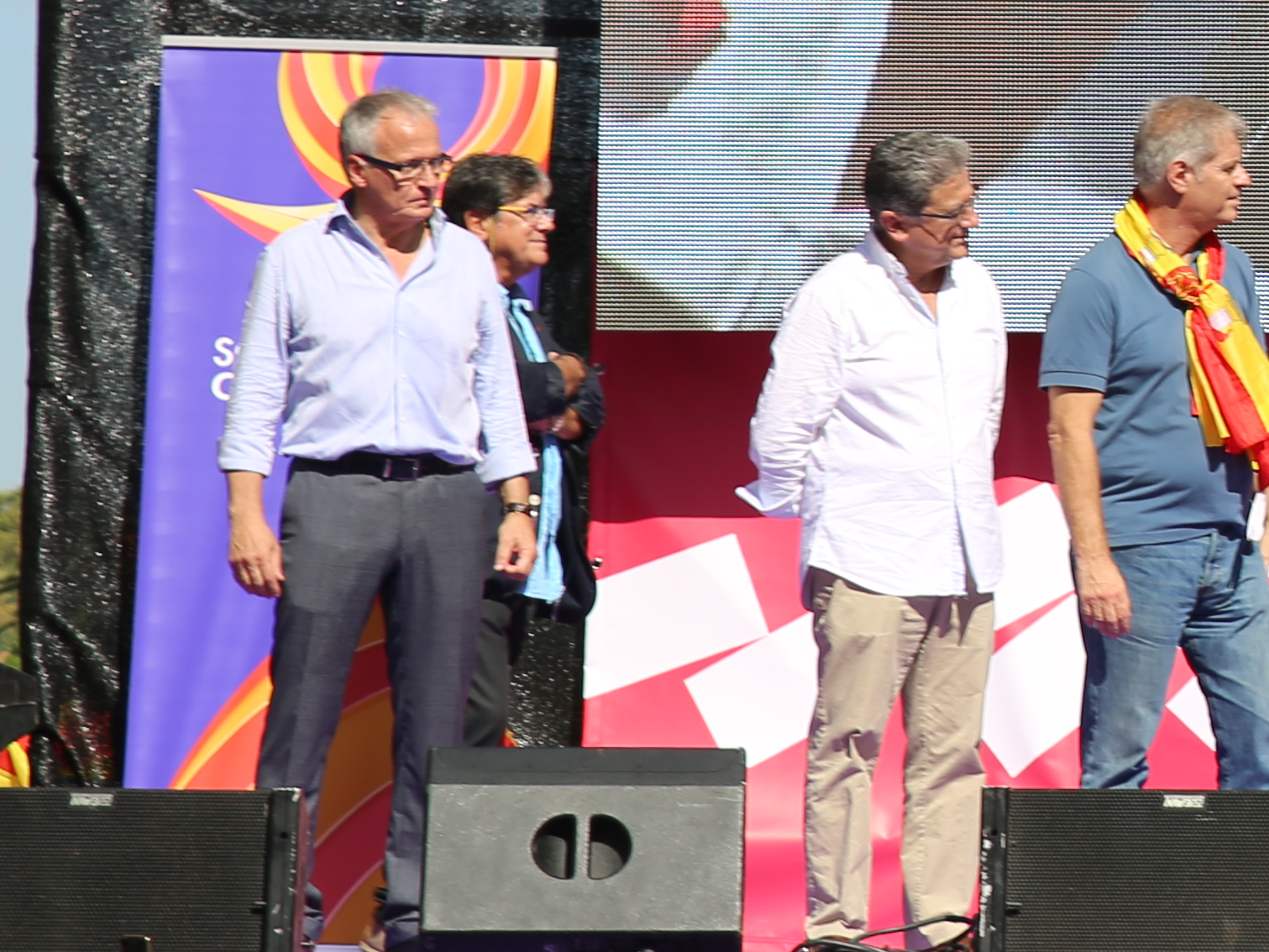
Junto a Enric Millo y Alberto Fernández Díaz, durante la manifestación «Prou! Recuperem el seny» el 8 de octubre de 2017.

Tras el fallecimiento en 2015 del fundador de la asociación empresarial Empresaris de Catalunya Mariano Ganduxer Floriach, Bou fue elegido nuevo presidente de la organización, significada por su oposición al independentismo catalán.
En diciembre de 2018 se conocieron sus intenciones de aspirar a la alcaldía de Barcelona como independiente al frente de la lista electoral del Partido Popular (PP) para las municipales de 2019. Abandonó la presidencia de Empresaris de Catalunya para «preservar la independencia de la organización». Con un número de votos en las elecciones poco por encima del umbral electoral del 5%, la candidatura del PP liderada por Bou obtuvo 2 concejales según el primer recuento efectuado por la junta electoral.
Pasó a ejercer durante la corporación municipal 2019-2023 como presidente del grupo municipal del PPC, adscrito al Distrito de Nou Barris y también como vocal en las comisiones municipales de Presidencia, Derechos de Ciudadanía, Participación y Seguridad y Prevención.